# Deseta žrtva
Deseta žrtva (tal. La decima vittima; eng. The 10th Victim) je talijanski kultni znanstvenofantastični film iz 1965. Film je utemeljen na kratkoj priči Roberta Sheckleya iz 1953. godine, po imenu Seventh Victim (hr. Sedma žrtva). Godinu dana nakon izlaska ovog filma Sheckley objavljuje istu priču kao u filmu ali u obliku romana, tj. izdaje roman utemeljen na filmu Deseta žrtva.

## Radnja
U bliskoj budućnosti, veliki ratovi se izbjegavaju tako da se pojedincima sklonima nasilju pruža prilika da ubiju u Velikom lovu. Lov je najpopularniji oblik zabave na svijetu, koji privlači sudionike koji tragaju za slavom i bogatstvom. Lov se sastoji od deset rundi koje mora proći svaki natjecatelj (pet rundi kao lovac a pet kao lovina). Posljednji preživjeli nakon deset rundi postaje apsolutni prvak. 
Caroline Meredith (Ursula Andress) je žena-lovac, naoružana prslukom iz kojeg se ispaljuju metci. Nadalje, ona je lovac koji traga za svojom desetom a ujedno i posljednjom žrtvom. Marcello Polletti (Marcello Mastroianni) je lovina, koja oklijeva ubiti Meredith zato što nije sasvim siguran da je ona uistinu njegov lovac. Njegovo oklijevanje je razumljivo ako znamo da bi ubijanjem krive osobe dobio trideset godina zatvora. No, Meredith koja nema takvih dvojbi, želi izvesti savršeno ubojstvo pred kamerama kako bi svoju financijsku dobit dovela do maksimuma.

## Glavne uloge
- Marcello Mastroianni kao Marcello Polletti
- Ursula Andress kao Caroline Meredith
- Elsa Martinelli kao Olga
- Salvo Randone kao profesor
- Massimo Serato kao odvjetnik
- Milo Quesada kao Rudi
- Luce Bonifassy kao Lidia
- George Wang kao kineski napadač

## Vanjske poveznice
- Deseta žrtva u internetskoj bazi filmova IMDb-a
- All Movie Guide Profile[neaktivna poveznica] o filmu Deseta žrtva